# 32052 Diyamathur
32052 Diyamathur este un asteroid din centura principală de asteroizi.

## Descriere
32052 Diyamathur este un asteroid din centura principală de asteroizi. A fost descoperit pe 7 mai 2000 la Socorro, New Mexico, în cadrul proiectului LINEAR. Asteroidul prezintă o orbită caracterizată de o semiaxă mare de 2,20 ua, o excentricitate de 0,02 și o înclinație de 6,5° în raport cu ecliptica.